# Kramat (begrip)
Kramat is een Javaans begrip. Het kan worden vertaald als "heilig" of "gewijd". Voorwerpen kunnen kramat zijn, maar het kan ook een heel eiland zoals het Noesa-Gedeh (grote eiland) in het Pendjaloe-meer betreffen.
De term is moeilijk te vertalen, maar er wordt een band met het veronderstelde bovennatuurlijke mee uitgedrukt. Vorstelijke graven, heilige graven en heilige plaatsen waarvan volgens de Javanen een wonderdadige kracht uitgaat kunnen dan ook kramat zijn. In de beleving van de Javaan kan ook een persoon kramat zijn; bijvoorbeeld een wonderdoener.
Ook een schrijn kan kramat zijn en zelf kortweg ook "kramat" worden genoemd. De eenvoudigste kramat is een gebouw waar een bijzonder object zoals een zwaard wordt bewaard.
Etymologisch is het woord afgeleid van het Arabische begrip haramat (meervoud van haram) wat 'heilig' of 'verboden' betekent.  De vervanging van de h door een k komt in het Javaans veel voor. Haji wordt bijvoorbeeld kaji en halal wordt kalal. Zo werd haramat eerst karamat en vereenvoudigd tot kramat. Omdat de islam drie algemeen erkende heilige plaatsen (Mekka, Medina en Jeruzalem) kent, werden ook lokale heiligdommen plaatsen van verering. Dat geldt met name de graven en de relikwieën van lokale predikers of wali. Dergelijke plaatsen zijn veel minder heilig dan de drie officieel aanvaarde heilige plaatsen van de Islam.
De traditie van verering en heiliging van stenen, plaatsen en graven is op Java ouder dan de Islam en wortelt in hindoeïsme en animisme. 